# Communauté de communes des Hauts du Cambrésis
La  Communauté de communes des Hauts du Cambrésis  est une ancienne communauté de communes française, située dans le département du Nord et la région Nord-Pas-de-Calais, arrondissement de Cambrai.
Le 1er janvier 2013, elle disparait en fusionnant avec la communauté d'agglomération de Cambrai, à l'exception de Bantouzelle qui rejoint la communauté de communes de la Vacquerie.

## Composition
La  Communauté de communes des Hauts du Cambrésis regroupe 3 communes
| Code INSEE | Commune               | Maire                                       | Population (Recensement 1999) | Superficie | Délégués |
| ---------- | --------------------- | ------------------------------------------- | ----------------------------- | ---------- | -------- |
| 59049      | Bantouzelle           | Sylvianne MAUR (vice-Présidente de la CCHC) | 386 hab.                      | 745 ha     | nc       |
| 59312      | Honnecourt-sur-Escaut | Francis PITON (Président de la CCHC)        | 734 hab.                      | 1 549 ha   | nc       |
| 59623      | Villers-Guislain      | Gérard ALLART (vice-Président de la CCHC)   | 641 hab.                      | 1 127 ha   | nc       |
| Totaux     | 3 communes            | 3 communes                                  | 1 761 hab.                    | 3 421 ha   | 17       |

## Présidents
| Période | Période | Identité | Étiquette | Qualité |
| ------- | ------- | -------- | --------- | ------- |
|         |         |          |           |         |
|         |         |          |           |         |